# 若尔济
若尔济（法語：Jaulzy，法語發音：[ʒolzi]）是法国瓦兹省的一个市镇，属于贡比涅区。

## 地理
若尔济（49°23'43"N, 3°3'45"E）面积7.26 平方千米，位于法国上法蘭西大區瓦兹省，该省份为法国北部内陆省份，北起索姆省，西接厄尔省和滨海塞纳省，南至塞纳-马恩省和瓦兹河谷省，东临埃纳省。
与若尔济接壤的市镇（或旧市镇、城区）包括：阿蒂希、比特里、库卢瓦西、库尔雪、克鲁图瓦、欧特方丹。

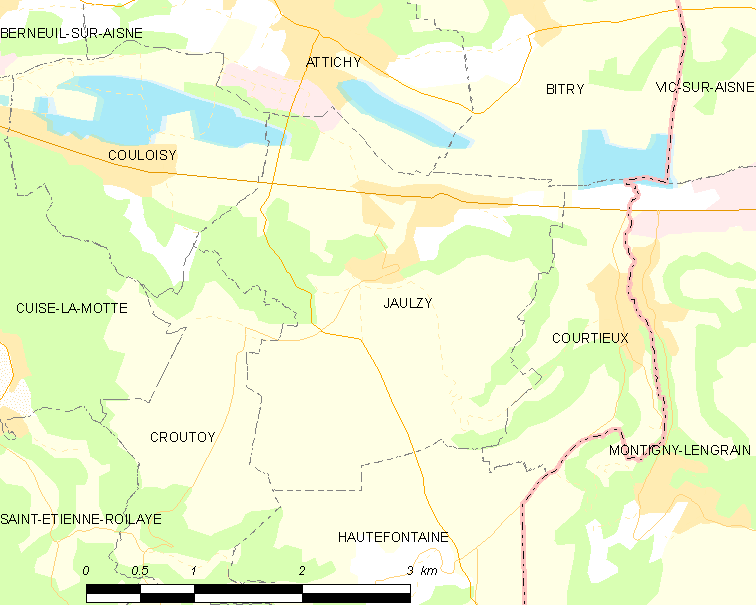
若尔济的OSM定位图

若尔济的时区为UTC+01:00、UTC+02:00（夏令时）。

## 行政
若尔济的邮政编码为60350，INSEE市镇编码为60324。

## 政治
若尔济所属的省级选区为贡比涅第一县。

## 人口

1962-2008年间若尔济人口变化图示

若尔济于2022年1月1日时的人口数量为858人。